# بهشت رضا
بهشت رضا نام مهم‌ترین آرامستان مشهد است که در استان خراسان رضوی، شهرستان مشهد و در ۸ کیلومتری جاده مشهد- فریمان قرار دارد. در حال حاضر این آرامستان ۱۶۵ هکتار مساحت دارد.
در این آرامستان ۳۷۰ هزار نفر دفن هستند.
این آرامستان در سال ۱۳۵۵ به بهره‌برداری رسید.
در این آرامستان قطعه ای وجود دارد که در آن پیکرهای قربانیان بمب‌گذاری در حرم امام رضا دفن شده‌است.

## افراد سرشناس مدفون
- محمدحسن نظرنژاد(بابانظر)
- عبدالحسین برونسی
- غلامرضا منصوری
- میرزا جوادآقا تهرانی
- محمود کاوه
- غلامعلی رئیس الذاکرین
- علیرضا توسلی
- علی اصغر حسینی محراب
- امیرجواد اسعدزاده
- مهدی صباغی

## نگارخانه

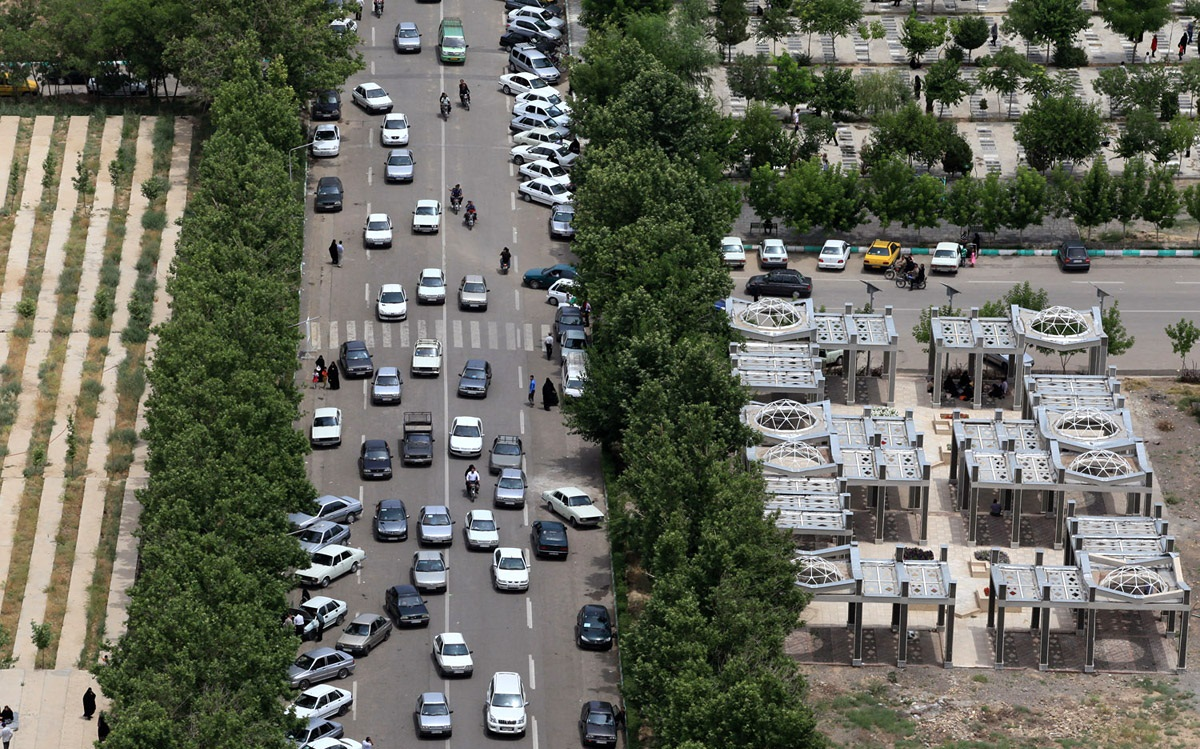
نمای هوایی از بهشت رضای مشهد